# Remise Lekstraat
De Remise Lekstraat, ook wel Remise Kromme Mijdrechtstraat of Amsteldijk genoemd, is een Amsterdamse tramremise met adres Amsteldijk 153 in de Rivierenbuurt. Zij is gebouwd in 1927-'29 door de Dienst der Publieke Werken voor de Gemeentetram Amsterdam en nu nog in gebruik bij het trambedrijf van het GVB.
Op 14 december 1918 werd achter de voormalige watertoren aan de Amsteldijk een houten hulpremise voor wagenberging gebouwd op een terrein dat was gereserveerd voor de bouw van een nieuwe remise. Op 27 mei 1925 werd besloten tot bouw en al spoedig ging de eerste paal de grond in. Het eerste gedeelte kwam in gebruik op 27 augustus 1927 en daarna begon de sloop van de houten hulpremise om plaats te maken voor de bouw van het tweede gedeelte dat in 1930 in gebruik werd genomen. Het was daarmee de grootste tramremise van Europa met plaats voor 320 tramwagens voor een totaal bedrag van
ƒ 2.432.000.

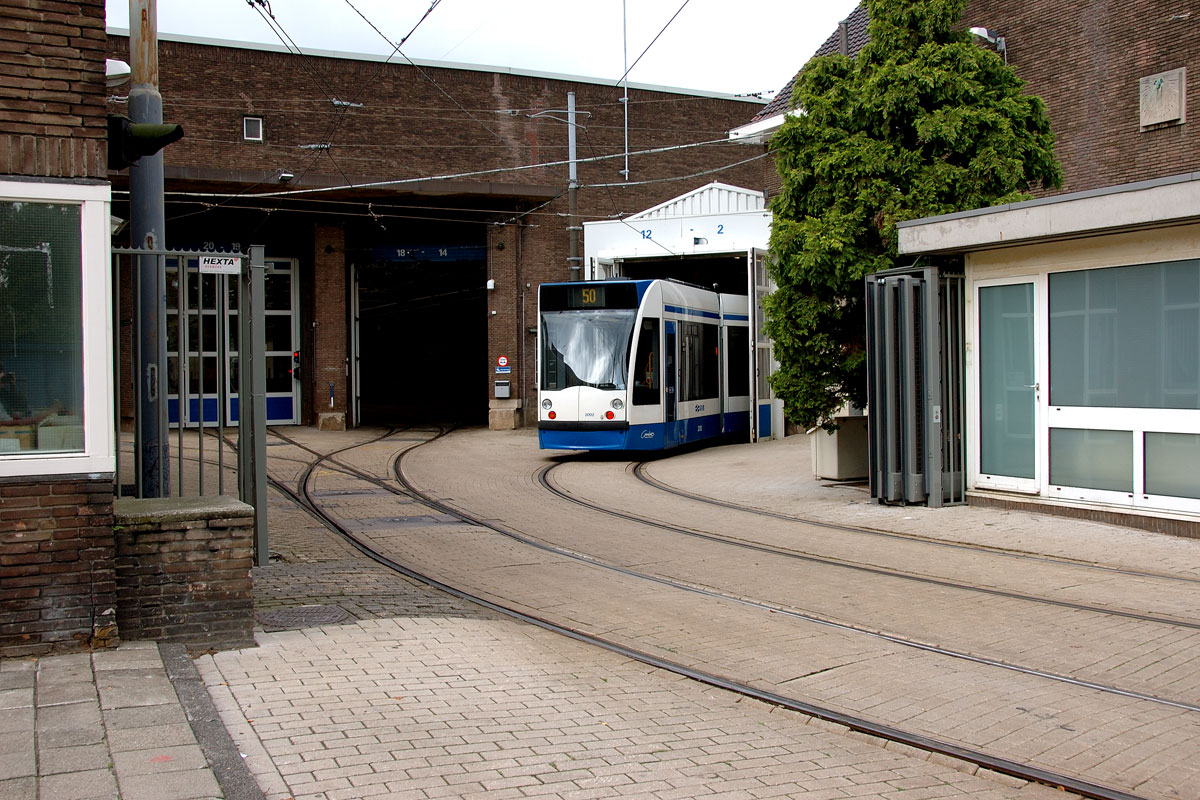
Ingang van de remise Lekstraat aan de zijde van de Amsteldijk; 2010.

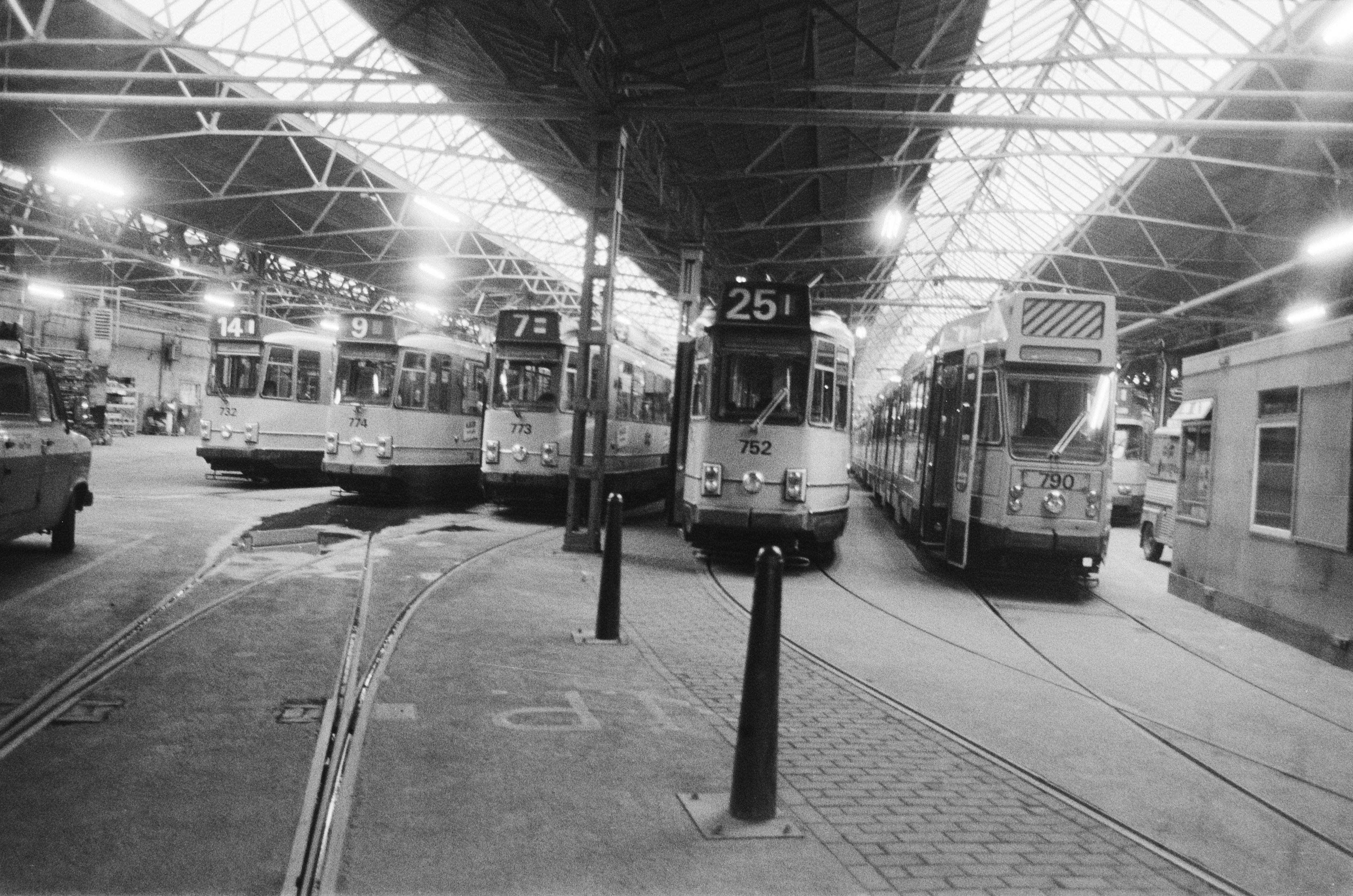
Interieur van de remise; 1982.

Nu is het de tweede remise van het Amsterdamse trambedrijf. Het is een eenrichtingremise, de trams rijden binnen aan de zijde van de Amsteldijk en aan de zijde van de Lekstraat eruit. Sinds enige jaren staat het gebouw op de lijst van rijksmonumenten.
De naam Lekstraat is ontleend aan het feit dat de remise is gelegen recht tegenover de Lekstraat. Het uitrijden geschiedt via deze straat. De uitruksporen komen samen op de T-kruising van de Kromme-Mijdrechtstraat en de Lekstraat in een enkelspoor naar deze straat.
De lijnen 3, 4, 12, 14 en 19 worden vanuit de Lekstraat geëxploiteerd. In het verleden hebben voor langere of kortere tijd ook andere lijnen, behalve de lijnen 1, 16, 17 en 27 vanuit de remise gereden. De remise Lekstraat wordt nu alleen nog gebruikt als stalling. Het (meeste) dagelijks onderhoud aan de trams wordt gedaan in de remise Havenstraat, waardoor er dagelijks overbrengingsritten nodig zijn. Per 12 juli 2010 zijn beide remises organisatorisch samengevoegd.
Naast trams en museumtrams heeft de remise in de jaren zestig ook enige tijd onderdak geboden aan lesbussen.

## Opstelterrein Zeeburg
Op het Zeeburgereiland bevindt zich een opstelterrein met trams, Tijdelijke IJburg Stalling (TIJS) geheten, waar de trams van lijn 26 in de openlucht worden gestald. Vanaf 2020 rijden de trams daar gekoppeld. Hiervoor zijn beschikbaar de 2131-2151 (eerste of tweede wagen) en 2001-2021 (alleen als tweede wagen). De niet benodigde wagens worden elders ingezet.